# Pyū to fuku! Jaguar
Pyū to fuku! Jaguar (ピューと吹く!ジャガー? lett. "Il flauto e il soffio! Jaguar") è un manga shōnen demenziale di Kyosuke Usuta serializzato nel Weekly Shōnen Jump dal 2000 al 2010 per un totale di 20 volumi.
Dal manga sono stati tratti alcuni videogiochi, uno per Game Boy Advance e uno per PlayStation 2. Il protagonista fa inoltre la sua comparsa nel particolare picchiaduro Jump Super Stars e il suo sequel Jump Ultimate Stars su Nintendo DS, che raccoglie i più famosi personaggi della rivista Weekly Shōnen Jump.

## Trama
Saketome Kiyohiko vuole diventare un chitarrista, ma ogni suo tentativo di farsi notare da una casa discografica è inutile. A peggiorare la situazione c'è un bizzarro ragazzo dai capelli arancioni chiamato Jaguar Jun'ichi che suona il flauto che trova sempre tra i piedi e che trasformerà la sua vita in qualcosa di delirante.

## Anime
Il manga ha ricevuto un adattamento OVA animato in Flash nel 2007 e un film nel 2009 chiamato Pyu to Fuku! Jaguar ~Ima, Fuki ni Yukimasu~.

## Live action
Il 12 gennaio 2008 è stato distribuito in Giappone un live action della serie, con Jun Kaname nella parte di Jaguar.